# Xã Rich Mountain, Quận Polk, Arkansas
Xã Rich Mountain (tiếng Anh: Rich Mountain Township) là một xã thuộc quận Polk, tiểu bang Arkansas, Hoa Kỳ. Năm 2010, dân số của xã này là 140 người.